# Kenny Dougall
Kenneth William Dougall (Brisbane, Queensland, Australia, 7 de mayo de 1993) es un futbolista australiano. Juega de centrocampista y su equipo es el Buriram United F. C. de la Liga de Tailandia. Es internacional absoluto por la selección de Australia desde 2021.

## Trayectoria
Dougall comenzó su carrera en el Brisbane City de su país, donde jugó dos temporadas en la National Premier Leagues Queensland.
En julio de 2014 fichó por el SC Telstar de la Eerste Divisie. Debutó el 3 de octubre contra el Sparta Rotterdam. Dejó el club en mayo de 2015, luego del descenso del equipo.
El 29 de mayo de 2015 firmó por dos años con el Sparta Rotterdam. Formó parte del equipo que ganó el ascenso a la Eredivisie en la temporada 2015-16.
En la temporada 2018-19 fichó por dos años en el Barnsley, recién ascendido a la League One de Inglaterra. Fue liberado del club en junio de 2020.
En octubre de 2020 se unió al Blackpool F. C. Fue el héroe del equipo al anotar dos goles en la final de los play-offs de la English Football League One 2018-19 ante el Lincoln City que les permitió regresar a la segunda categoría después de seis años.
En enero de 2024 abandonó Inglaterra después de ser traspasado al Buriram United F. C.

## Selección nacional
Dougall debutó con la selección de Australia el 3 de junio de 2021 contra Kuwait en la clasificación de AFC para la Copa Mundial de Fútbol de 2022 y la Copa Asiática 2023.

## Estadísticas
Actualizado al último partido disputado el 26 de noviembre de 2024.
| Club                              | Div.          | Temporada     | Liga  | Liga  | Copas nacionales | Copas nacionales | Copas internacionales | Copas internacionales | Total | Total |
| Club                              | Div.          | Temporada     | Part. | Goles | Part.            | Goles            | Part.                 | Goles                 | Part. | Goles |
| --------------------------------- | ------------- | ------------- | ----- | ----- | ---------------- | ---------------- | --------------------- | --------------------- | ----- | ----- |
| Brisbane City Australia           | 2.ª           | 2013          | 24    | 4     | —                | —                | —                     | —                     | 24    | 4     |
| Brisbane City Australia           | 2.ª           | 2014          | 10    | 6     | 0                | 0                | —                     | —                     | 10    | 6     |
| Brisbane City Australia           | Total club    | Total club    | 34    | 10    | 0                | 0                | 0                     | 0                     | 34    | 10    |
| SC Telstar · Países Bajos         | 2.ª           | 2014-15       | 29    | 1     | 0                | 0                | —                     | —                     | 29    | 1     |
| SC Telstar · Países Bajos         | Total club    | Total club    | 29    | 1     | 0                | 0                | 0                     | 0                     | 29    | 1     |
| Sparta de Róterdam · Países Bajos | 2.ª           | 2015-16       | 32    | 0     | 2                | 0                | —                     | —                     | 34    | 0     |
| Sparta de Róterdam · Países Bajos | 1.ª           | 2016-17       | 20    | 1     | 2                | 0                | —                     | —                     | 22    | 1     |
| Sparta de Róterdam · Países Bajos | 1.ª           | 2017-18       | 32    | 1     | 1                | 0                | —                     | —                     | 33    | 1     |
| Sparta de Róterdam · Países Bajos | Total club    | Total club    | 84    | 2     | 5                | 0                | 0                     | 0                     | 89    | 2     |
| Barnsley F. C. Inglaterra         | 3.ª           | 2018-19       | 27    | 0     | 2                | 0                | —                     | —                     | 29    | 0     |
| Barnsley F. C. Inglaterra         | 2.ª           | 2019-20       | 12    | 0     | 2                | 0                | —                     | —                     | 14    | 0     |
| Barnsley F. C. Inglaterra         | Total club    | Total club    | 39    | 0     | 4                | 0                | 0                     | 0                     | 43    | 0     |
| Blackpool F. C. Inglaterra        | 3.ª           | 2020-21       | 37    | 4     | 3                | 0                | —                     | —                     | 40    | 4     |
| Blackpool F. C. Inglaterra        | 2.ª           | 2021-22       | 40    | 1     | 2                | 0                | —                     | —                     | 42    | 1     |
| Blackpool F. C. Inglaterra        | 2.ª           | 2022-23       | 36    | 3     | 3                | 0                | —                     | —                     | 39    | 3     |
| Blackpool F. C. Inglaterra        | 3.ª           | 2023-24       | 19    | 3     | 5                | 0                | —                     | —                     | 24    | 3     |
| Blackpool F. C. Inglaterra        | Total club    | Total club    | 132   | 11    | 13               | 0                | 0                     | 0                     | 145   | 11    |
| Buriram United F. C. Tailandia    | 1.ª           | 2023-24       | 15    | 1     | 4                | 0                | —                     | —                     | 19    | 1     |
| Buriram United F. C. Tailandia    | 1.ª           | 2024-25       | 11    | 0     | 2                | 1                | 6                     | 0                     | 19    | 1     |
| Buriram United F. C. Tailandia    | Total club    | Total club    | 26    | 1     | 6                | 1                | 6                     | 0                     | 38    | 2     |
| Total carrera                     | Total carrera | Total carrera | 344   | 25    | 28               | 1                | 6                     | 0                     | 378   | 26    |
| 1. 2. 3.                          |               |               |       |       |                  |                  |                       |                       |       |       |

## Palmarés

### Títulos nacionales
| Título            | Club                 | País         | Año     |
| ----------------- | -------------------- | ------------ | ------- |
| Eerste Divisie    | Sparta de Róterdam   | Países Bajos | 2015-16 |
| Liga de Tailandia | Buriram United F. C. | Tailandia    | 2023-24 |